# Milesiens

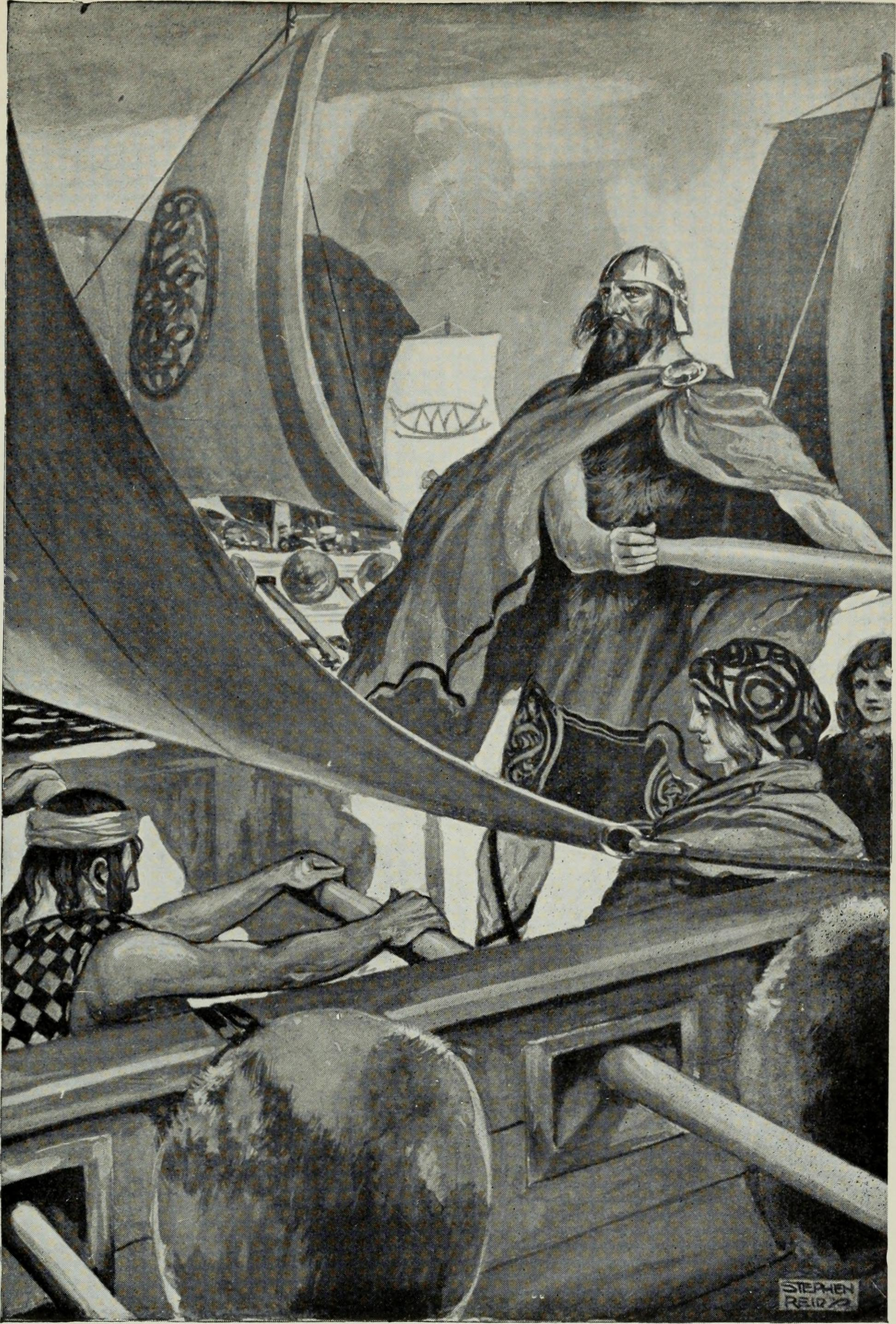
Mythes et légendes; the Celtic race (1910)

Dans la mythologie celtique irlandaise, les Milesiens ou les fils de Mil Espaine sont les premiers humains à avoir débarqué sur l'île. Ils ont succédé aux Tuatha Dé Danann, obligés de se réfugier dans le Sidh. 

## Mythe
Selon le Lebor Gabala Érenn, ils venaient d'Espagne et sont arrivés en Irlande durant la fête de Beltaine, Amorgen Glungel à leur tête.
Sur leur chemin, ils rencontrèrent les déesses Eriu, Banba et Fotla et leur promirent que le pays serait nommé d'après celle dont le conseil les aiderait à conquérir cette terre.
Les Milesiens vainquirent les Tuatha Dé Danann à la bataille de Tailtinn et prirent Tara, leur capitale où ils s'établirent.
Comme ce fut le conseil d'Eriu qui leur permit de gagner, le pays fut appelé Erin ou Éire en son honneur.
Après une courte résistance, une trêve fut instaurée et le pays fut partagé : les Milesiens eurent droit à la partie au-dessus du sol tandis que les Tuatha Dé Danann reçurent le monde souterrain.
Selon la tradition les Ard ri Érenn sont issus de trois des fils de Mile ; Érimón, qui régna sur le nord de L'Irlande, Ir qui est l'ancêtre de la lignée des rois d'Ulaid et Eber Finn le plus jeune, qui régna sur le sud. 
Érimón, et Eber Finn entrèrent en guerre et le dernier fut tué lors d'une bataille ; Érimón régna alors sur tout le territoire et devint ainsi le premier roi humain de toute l'Irlande. Toutefois sa lignée dut faire face en permanence aux prétentions au trône des lignées issues de ses frères.

## Interprétation
Après Henri d'Arbois de Jubainville, Jean Haudry interprète la légende des fils de Mil comme un reflet de la conception indo-européenne des âges du monde. La légende irlandaise présente néanmoins un cas singulier qui voit un peuple combattre ses propres dieux. Ce paradoxe s'explique si le récit repose sur la mythologie des âges du monde. À l'âge d'or des dieux succède un âge des hommes dont la première génération est proche des dieux puisqu'ils ont pour chef Érimón dont le nom correspond à l'*Aryamán indo-iranien. La situation va ensuite en se dégradant, la phase descendante aboutissant à une humanité dégradée.